# Павлишин Лука
Лука́ Степанович Павли́шин (псевдо: «Вовк», «Климчук», «Наборовський», «Ігор», «Регент») (* 1907, с. Тяпче, нині Долинський район, Івано-Франківська область — † 1987, м. Львів) — заступник керівника Північної похідної групи ОУН (1941-1942), обласний командир загонів УНС Дрогобиччини (1942). 

## Біографічні відомості
Навчався у Львівській учительській семінарії в 1923-1928 роках, та екстерном — в Українському вільному університеті у Празі. Член ОУН із 1938 р.
В 1938-1939 рр. працював учителем і був районовим та повітовим провідником ОУН в Радехові Тернопільського воєводства (псевдо «Вовк»). В 1939 мобілізований поручником до польської армії, потрапив у німецький полон, втік і повернувся в Радехів. Обраним на вічі головою тимчасового повітового управління. У жовтні 1939 перейшов у німецьку зону окупації, працював директором школи у Лащеві в Генерал-губернаторстві, з березня 1940 р. — районовий провідник на Холмщині, з травня — повітовий, а з червня — обласний військовий референт, в 1941 – крайовий референт ОУН. Після початку німецько-радянської війни став заступником керівника Північної похідної групи ОУН у 1941-1942 Климишина Миколи («Недобитий»), з якою дійшов до Києва. Був окружним провідником у Василькові під Києвом. В 1942-1943 військовий референт краю «Захід», обласний командир загонів самооборони Дрогобиччини, командир групи УПА «Схід» (полковник «Ігор»), яка разом з УПА «Північ» здійснила прорив із оточення військ НКВС під Гурбами.
Перейшовши у підпілля (псевдо «Регент»), у 1945—50 рр. працював у Львові директором школи і завідувачем райвно під керівництвом відомого Є. Березняка - завідувача міським відділом народної освіти. У Проводі ОУН відповідав за зв'язки із закордоном.

## Арешт і слідство
Заарештований у березні 1950 році після загибелі Р. Шухевича, коли було розконспіровано багато явочних квартир та підпільників ОУН. Вже 11 березня було проведено перший допит. Слідство проходило у тюрмі на Лонцького у Львові, в кабінеті №44. Вели його офіцери обласного управління МГБ: полковник Майструк, начальник цього управління, підполковник Черняк, начальник оперативного відділу, полковник Рафаель, начальник слідчого відділу, капітан Солоп та старший лейтенант Фьодоров, слідчий по справі і два його помічники Тюлькін і Маляр. 
Методи «слідства» сам Павлишин описав в трьох заявах на ім'я Генерального прокурора СРСР в 1954 році після смерті Сталіна в надії, що в країні щось змінилося: 

| Після двох днів умовляння, – пише Павлишин у заяві, – покликали Тюлькіна і Маляра і почали бити телефонними кабелем, тобто гумою із залізним дротом всередині. Били днями, ночами, тижнями, місяцями... Іноді побитого кидали у карцер, і я лежав напівголий на бетоні, від чого до сьогодні маю хронічну ангіну (?). Коли зад надто кривавив, били по ногах, плечах, руках, шиї, голові. Фьодоров особливо любив бити по місцях, де тіло полопало і особливо кривавило. Любив бити по закінченню відхідної кишки. Під час побиття я часто втрачав свідомість, ходив під себе там же, лежачи в 44 кабінеті, по-важкому і по-легкому, що дуже тішило Фьодорова, який радив мені писати дружині, щоб прислала побільше кальсонів. Часом бив мене, не кажучи ні слова, і коли мене приносили в камеру, зеки розгадали цей секрет - Фьодоров бив для того, щоб злякати нового зека, який з’являвся в камері... Іноді Фьодоров влаштовував з мене видовище: скликав інших слідчих, показував мене побитого, який валявся у власних екскрементах. Друзі Фьодорова реготали, жартували... Бувало так, що я заходив у слідчий кабінет і Фьодоров, не кажучи ні слова про слідство наказував знімати штани, лягати на підлогу (звичайний порядок) і бив поки не втомився. Тоді викликав чергового і наказував відвести в камеру. Часто вигадував причини, наприклад, ніби я перестукувався з 65 камерою і т.п., коли мені не те що стукати – жити не хотілося. З якою насолодою я тоді б вчинив самогубство, але не було як: водили під руки, в камері постійно спостерігали провокатори.[1] |
Дуже характерна ситуація сталася із добуттям інформації про контакти Луки Павлишина з Василем Куком-«Лемішем»: 
| Довго били, щоб зізнався, що Леміш був у Львові, – пише він у 1954 році, – «Зізнався». Знову стали бити уточнюючи кількість його охоронців. Один! – мало. Б’ють ще. Два! – мало. Б’ють ще. Три – мало, і так далі до десяти. Щоденні побої протягом десяти днів. По одному охоронцю на день. Підписав про десять охоронців. Порадившись з кимось і отримавши санкцію, що це безглуздя, щоб у Львів в 1950 році прибув Леміш з відділом охоронців, що це явно компрометує органи МГБ і МВД, стали вибивати у зворотньому порядку, щоденно скорочуючи по одному охоронцю. Били до тих пір поки не «зізнався», що Леміш був один. Потім знову порадилися і вирішили, що Леміш взагалі не міг бути у Павлишина у Львові - стали бити вимагаючи відмовитися від раніше даних свідчень.[1] |
«Ефективна робота» слідчих дала свої результати — Лука Павлишин визнав усе, що від нього вимагали, підписував протоколи не читаючи, дав «свідчення» на кільканадцять осіб, які в результаті були засуджені.

## Тюрми і табори
У 1953 Лука Павлишин сидів у Красноярській тюрмі. Скарги в 1954 до прокуратури спочатку дали позитивний результат - його визнали необґрунтовано засудженим, але згодом це рішення скасували. В 1957-1958 він закінчив хімічні курси та працював на шахті у Воркуті. Після звільнення з 1961 р. працював «на хімії» у Новому Роздолі Львівської області. 
В квітні 1961 виступив з покаянною заявою «Я приєднуюсь до слів В.Кука» у газеті «Вісті з України» № 31, піддавши критиці ОУНівську діяльність. В 1964 також написав антибандерівський нарис «Запроданці», надрукований в книзі «Ті, що канули в пітьму» (Львів, 1964). З його слів, сказаних В. Щеглюку в 1982 р., писав правду про ОУН-УПА - для історії, але редактори від КДБ доливали своєї антиоунівської, антибандерівської водички і самі це публікували. Правдиві ж його спогади при житті (Л. Павлишин помер у 1987 р.) не були опубліковані, хоча подавав їх у видавництво «Каменяр» у 1983-84 рр. разом із літзаписувачем  В. Щеглюком. Ці спогади були видані окремою книгою «На грані двох світів», завдяки старанням В. Щеглюка, аж  у 2010 р.    

## Спогади
Спогади Луки Павлишина, який від студентських літ товаришував зі С. Бандерою, Р. Шухевичем, О. Гасиним, В. Горбовим, знався з Д. Грицаєм, М. Лебедем, В. Куком, містять історію українського національно визвольного руху у 1914—1950 рр. (у них згадано понад 350 прізвищ та псевдонімів).
Частково (за період з 1938 по 1961 рр.) ці спогади були використані В. Щеглюком при написанні та виданні ним у 1992 р. першого в Україні документального роману про ОУН-УПА «…Як роса на сонці», що розійшовся по світу 20-тисячним тиражем. Про свої стосунки з Л. Павлишиним і КДБ В. Щеглюк написав у есе-дослідженні «Таємниця полковника «Ігоря».

## Публікації
- «На грані двох світів». Львів, «Сполом», 2010